# Кинмэн, Сет
Се́т Ки́нман (англ. Seth Kinman) (29 сентября 1815 — 24 февраля 1888) — один из первопоселенцев округа Гумбольдт, Калифорния, охотник из Форт-Гумбольдта, знаменитый изготовитель мебели и признанный артист.  Был известен охотничьим мастерством и жестокостью по отношению к медведям и индейцам. Кинман утверждал, что настрелял в общей сложности более 800 медведей гризли, и, в один месяц, более 50 лосей. Он был также владельцем гостиницы, барменом и музыкантом, игравшим президенту Линкольну на скрипке, сделанной из черепа мула.
Известный своей любовью к публичности, Кинман выглядел как стереотипный маунтинмэн восточного побережья США, одевался в оленьи шкуры и продавал cartes de visites с изображением себя и своих знаменитых стульев. Стулья были сделаны из рогов вапити и шкур гризли, и подарены президентам США Джеймсу Бьюкенену, Аврааму Линкольну, Эндрю Джонсону и Резерфорду Хейзу. Возможно, Кинмэн имел особые отношения с президентом Линкольном, поскольку был по крайней мере в двух из его похоронных кортежей и утверждал, что видел его убийство.
Его автобиография, продиктованная писцу в 1876 году впервые была издана в 2010 году и отмечена тем, что в ней «занимательная ценность историй стоит выше, чем строгость фактов». Его описания событий меняются по мере пересказов. Современные ему журналисты и писатели были очевидно в курсе историй, содержащихся в автобиографии, «но каждый сам выбирает, какую версию принимать.»

## Ранняя жизнь
Отец Сета Кинмэна, Джеймс Кинмэн, владел паромом через Западный приток Саскуэханны в центральной Пенсильвании, в районе, в то время называемом Юнионтаун, ныне Алленвуд в районе Грегг.
Кроме того, Джеймс был слесарем-ремонтником и трактирщиком и происходил из рода квакеров из округа Бакс, Пенсильвания.
Мать Сета, Элинор Бауэр Кинмэн, была немецкого происхождения, её семья жила в Рединге, Пенсильвания.
Сет родился в Юнионтауне в 1815 году В Пенсильвании он научился читать и писать, по его словам, «я мог писать ручкой хорошие письма, но так и не выучился хорошо читать вслух». В 1830 году отец вместе с семьёй переехал в округ Тазуэлл, Иллинойс.
В своей автобиографии, Сет утверждает, что его отец участвовал в Войне Чёрного Ястреба в Иллинойсе в 1832 году, где подружился с Авраамом Линкольном, и что Сет познакомился с будущим президентом в те дни, когда он жил и работал в Иллинойсе. Примерно в это же время Кинмэны приобрели винтовку, известную как «Старый Хлопковый Тюк», которую Сет хранил всю свою жизнь. Длина её ствола была 1,2 м, и, «предположительно, из неё был застрелен генерал Пакенем» в битве при Новом Орлеане в 1815 году С некоторым скептицизмом его биограф Анспач рассказывает долгую историю винтовки, почерпнутую из рассказа Кинмэна в местной газете в 1864 году, и о перебежчике-снайпере из Кентукки, застрелившем британского генерала во время беседы с американским генералом Эндрю Джексоном.
Сет провёл десять лет, работая на отцовской мельнице в штате Иллинойс, на распилке лесоматериалов и обмолоте зерна. После смерти отца в 1839 году он продал мельницу и попытался заняться сельским хозяйством. В 1840 году он женился на Анне-Марии Шарплесс, из Катауиссы, Пенсильвания, у них было пятеро детей: Джеймс (1842 года), Кэрлин, которого иногда называют Кэлвин (1846 года), Остин (1847 года), Эллен (1849 года) и Родерик (1851 года). Анна-Мария и двое их сыновей, Джеймс и Остин, умерли зимой 1852-53 годов, пока Сет был в Калифорнии.
К 1848 году он управлял гостиницей «Орёл» в городе Пикин, на реке Иллинойс. Гостиница была известна больше не своими удобствами, а тем, что Кинмэн исполнял там на фиддле «Арканзасского путешественника».
Один путешественник однажды сошёл с парохода и пошёл в отель «Орёл». Ночью в «Орле» была небольшая западная «свалка», и хотя все было ещё не прибрано, владелец, Сет Кинмэн, сидел перед дверью, наигрывая свою любимую мелодию, «Арканзасского путешественника», с чувством величайшего самодовольства. Незнакомец, остановившись, сказал Сету: «Вы здесь владелец?» Сет, не опуская смычка, ответил: «Ну, полагаю, я, странник». «Вы держите таверну?» «Конечно, я держу таверну, к чертям», — сказал Сет, изо всех сил наяривая на скрипке, — «Заползай: сваливай вещи на полу и чувствуй себя как дома». «Парни», — продолжал Сет, — «тут немного повеселились, но если в доме остался целый стол или поднос, ближе к вечеру дам тебе холодной жратвы». Незнакомцу не понравился этот типично западный приём, поэтому он ушёл восвояси, оставив Кинмэна наслаждаться своей скрипкой.

## Жизнь в Калифорнии

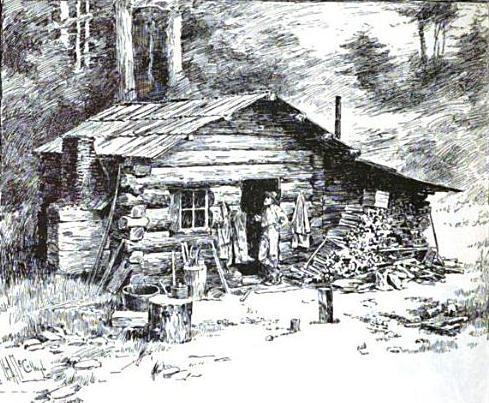
Чертёж хижины первопоселенца в округе Гумбольдт.

Кинман утверждал, что приехал в Калифорнию в 1849 году во времена Великой Золотой лихорадки и работал золотодобытчиком в партии Пирсона Б. Ридинга на реке Тринити близ современного Дуглас-Сити. Затем он на два года вернулся в Иллинойс. В 1852 году он отправился в Калифорнию и исследовал район залива Гумбольдт недалеко от современного города Юрика. Залив был недавно переоткрыт золотоискателями в поисках более быстрого и дешёвого маршрута для перевозки грузов. Раннее поселение в этом районе также называлось Юнионтаун, но теперь оно известно как Аркейта. В этот период золотодобытчики и их поставщики намывали много золота, но мало на что могли его тратить.
На рождество 1852 года Кинмэн был нанят скрипачом за заоблачную в то время сумму в 50 долларов, несмотря на отсутствие у него музыкального образования. Как описал другой участник лихорадки 1849 года:
Сету Кинмэну, знаменитому охотнику и изготовителю кресел из рогов, и мне было предложено по пятьдесят долларов каждому, чтобы мы были оркестром на рождественском балу в Юнионтауне в 1852 году. Репертуар Кинмэна состоял в основном из вариаций на тему «Арканзасского путешественника» и «Ада на Уобаше», а мой немного более разнообразным или претенциозным. Он согласился. Моё же сознание пока что не достигло такой гибкости.
— David Rohrer Leeper

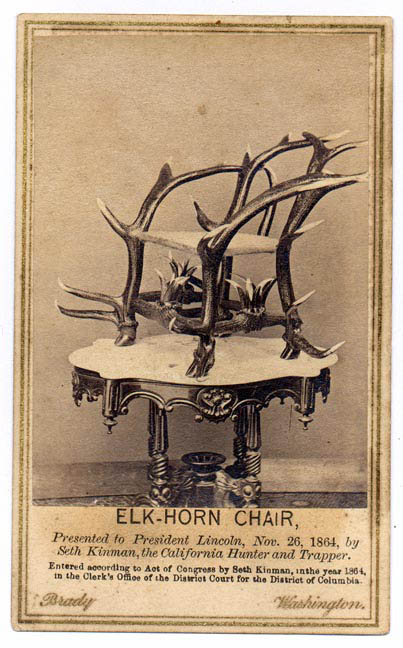
Стул из рогов вапити, подаренный Аврааму Линкольну. Фото Мэттью Брэди

Зимой 1852-53 годах он жил в современном Ферндейле в салоне Стивена Шоу. Той зимой умерли его жена и двое детей, и он, возможно, до 1854 года съездил в Иллинойс, чтобы вернуть свою мать и трёх оставшихся детей. В 1853 году он начал работать охотником для пропитания американских войск в Форт-Гумбольдте. В Форт-Гумбольдте он познакомился с будущим президентом Улиссом Грантом и будущим генералом Джорджем Круком. По преданию, именно Кинмэн привёл первое стадо крупного рогатого скота в округ Гумбольдт.
Некоторые события и их сроки этого раннего периода достоверно не ясны. Источники расходятся, перевёз ли он свою семью из Иллинойса в 1852 или 1854 году. Карранко датирует первое возвращение Сета в Иллинойс 1850 году, возвращение в Калифорнию августом 1852 года, прибытие в округ Гумбольдт февралём 1853 года, ещё одно возвращение в Иллинойс сентябрём 1853 года, и путешествие обратно в Калифорнию с матерью, двумя детьми и стадом скота маем 1854 года. Таким образом, считается, что в течение шести лет с 1849 по 1854 годы он пересёк Великие равнины, Скалистые горы и Сьерра-Неваду пять раз, путешествуя в основном пешком.
Кинмэн жил в нескольких местах округа, в том числе близ Ферн-Коттедж и на молочной ферме у Бир-Ривер-Ридж. В октябре 1858 года он купил 80 акров (320 тыс. м²) земли под ферму или ранчо на 1 милю (1,6 км) к востоку от будущего маяка Тэйбл-Блафф и на 10 миль (16 км) к югу от Форт-Гумбольдта. Это была первая покупка земельного участка в земельном районе Гумбольдта, учреждённая актом Конгресса США в марте 1858 года. Позже он построил на этом месте гостиницу и бар.
Во время шторма в ночь с 5 на 6 января 1860 года Кинмэн услышал сигналы бедствия от парохода Northerner, наскочившего на подводную скалу. Кинмэн привязался к берегу и зашёл в море, чтоб спасти пассажиров. В итоге разными способами было спасено около 70 человек, и 38 человек погибли. Кинмэна провозгласили героем и вручили Библию, а также наградили пожизненным бесплатным проходом на суда Тихоокеанской почтовой пароходной компании.
Кинмэн изначально прославился как охотник, особенно как охотник на гризли. Калифорния была известна большой популяцией гризли. Сын Сета Кэрлин говорил, что как-то они видели 40 гризли одновременно. Однако к 1868 году последний гризли в округе Гумбольдт был убит. Доставляя одно из президентских кресел, Кинман плыл в Калифорнии на одном пароходе с методистским епископом и писателем Оскаром Пенном Фицджеральдом. Фицджеральд записал свои впечатления в очерке Этика охоты на гризли. Он вывел Кинмэна пьяницей, который жестоко обращается с индейцами и медведями гризли:
Его внешность была выражением смеси жестокости, коварства и благодушия. Он был совершенным животным. Дикая жизнь на фронтире не возвысила этого закоренелого грешника, как это изображают писатели, фантазирующие о таких вещах с расстояния.
— Oscar Penn Fitzgerald
Особое впечатление на Фицджеральда произвели глаза Кинмэна. Несколько десятилетий спустя он сравнил их с глазами калифорнийского бандидо Тибурсио Васкеса: «Его глаза были особыми метками, которые природа поставила на одно из самых злобных её творений. Только у двух других человеческих существ видел я такие глаза, как эти… Это были глаза дикого зверя, с тем недобрым блеском, что вы видите в глазах змей, пантер, рысей или других рептилий или кошек».

### Отношения с коренными американцами
Индейцы северной Калифорнии во второй половине XIX в. сильно пострадали от рук белых американцев, и убыль их населения часто характеризуется как геноцид. Племя вийот, жившее вокруг залива Гумбольдт, пострадало особенно сильно. Его численность сократилась с 1,5-2 тыс. человек в 1850 году до примерно 200 человек в 1860 году.
Жестокость Кинмэна была отмечена Джеймсом Даффом, его товарищем по Золотой лихорадке, который описал его как «заклятого врага красного человека, … (который) стрелял в каждого индейца, которого увидит». Карранко говорит, что «Сет всегда брал с собой на охоту индейцев — отчасти для того, чтобы нести добычу, но в первую очередь как приманку для медведя», и заключает, «иногда он считал их (индейцев) людьми … а в другой раз всего лишь хищными зверями, по которым нужно стрелять.» Кинмэн утверждал, что был официальным агентом по делам индейцев, хотя есть мало свидетельств, что он выполнял эти обязанности. Он собирал «индейские экспонаты», в том числе скальпы, которые, как он утверждал, снял сам.

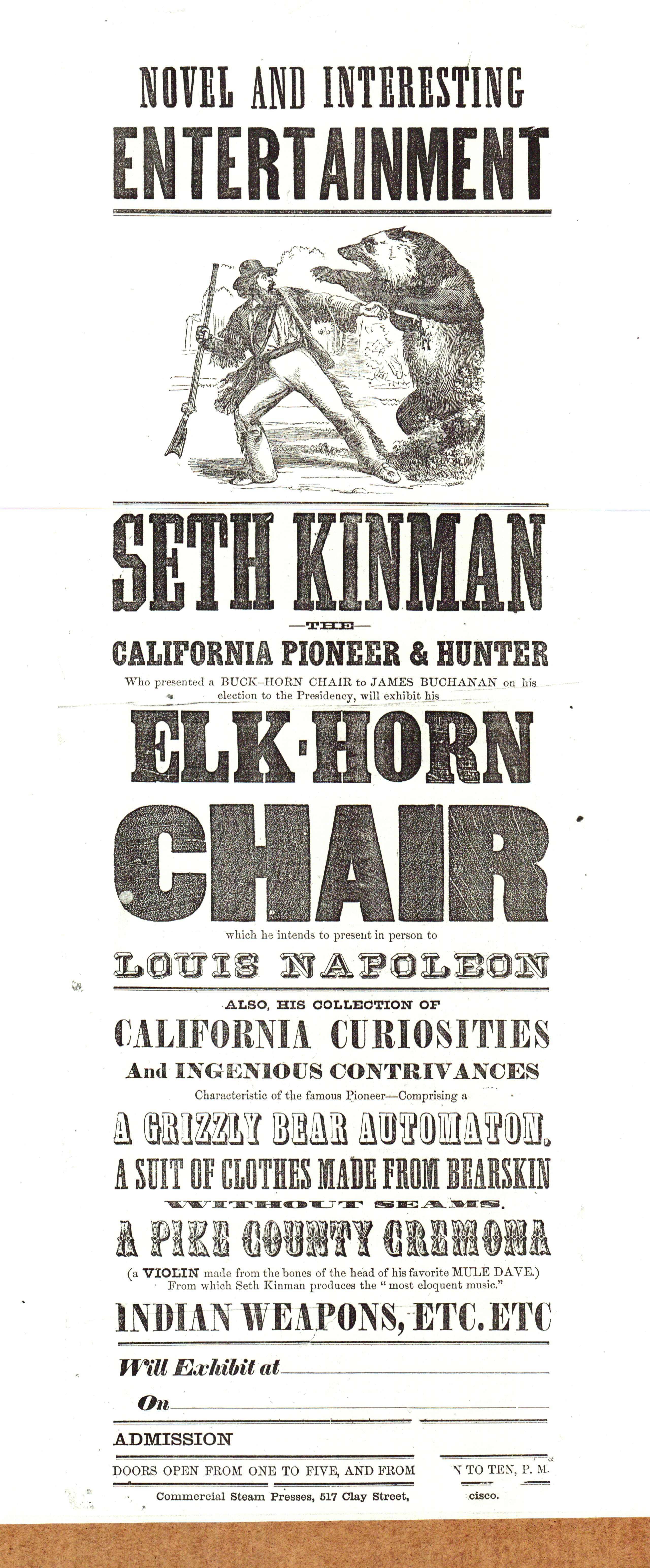
Реклама выставки в 1861 году

Кинман больше всего пересекался с людьми из племени вийот, жившими в Тэйбл-Блафф, неподалёку от его фермы. Вийоты продолжали жить в Тэйбл-Блафф в маленькой ранчерии, или резервации. Ключевым событием в истории вийотов стала вийотская резня на Индейском острове 25-26 февраля 1860 года, когда более ста тндейцев были убиты во сне. В это же время происходили погромы вийотов и в других местах, в том числе, возможно, в Тэйбл-Блафф. Конкретно Кинмэна в числе убийц не выделяли. Тем не менее, в мае 1860 года его избрали в качестве представителя Бир-Ривер на окружной встрече, якобы для обсуждения способов защиты белых поселенцев от индейцев. В 1864 году он был разведчиком у калифорнийских добровольцев капитана Уильяма Халла, которые, по словам Кинмэна, «убивали и брали в плен индейцев, и один раз привели в Форт-Гумбольдт целых 160 пленных.»

### Жизнь шоумэна
Касаясь доставки стула из рогов президенту Бьюкенену в 1857 году, Кинмэн сказал: «в одно прекрасное утро я проснулся и обнаружили себя знаменитым». Он использовал свою известность начиная с лета 1861 года, вместе с чревовещателем и фокусником Дж. Г. Кеньоном, при открытии выставки, сначала в Юрике, а потом в Сан-Франциско в августе того же года. Кинман показывал свои «раритеты», в том числе кресло из вапити с гризли, несколько скрипок и скальпов, и читал лекцию.
Как они кричали и вопили, когда я рассказывал некоторые свои старые 'медвежьи' истории о смертельных опасностях и играл на скрипке, сделанной из черепа. Это их пробирало! Я заводил «Арканзасского путешественника», и их воодушевление подымалось до крайности. Пока я не приносил своего 'медведя', я пугал их рассказами о том, как 'медведь' разрывает индейских детей на куски, и как я наконец заманивал его в ловушку при помощи молодого мёртвого индейца. Потом выводился 'медведь' на цепи, и танцевал, покуда не расстегивался и из него не выходил человек. Тогда мн еприходилось объяснять про 'медвежью' шкуру. Потом я рассказывал собравшимся, как отпиливал индейские скальпы, и леди приходили в ужас. Потом я рассказывал о том, как живут индейцы. И заканчивал описанием своих кресел, и как я их сделал.

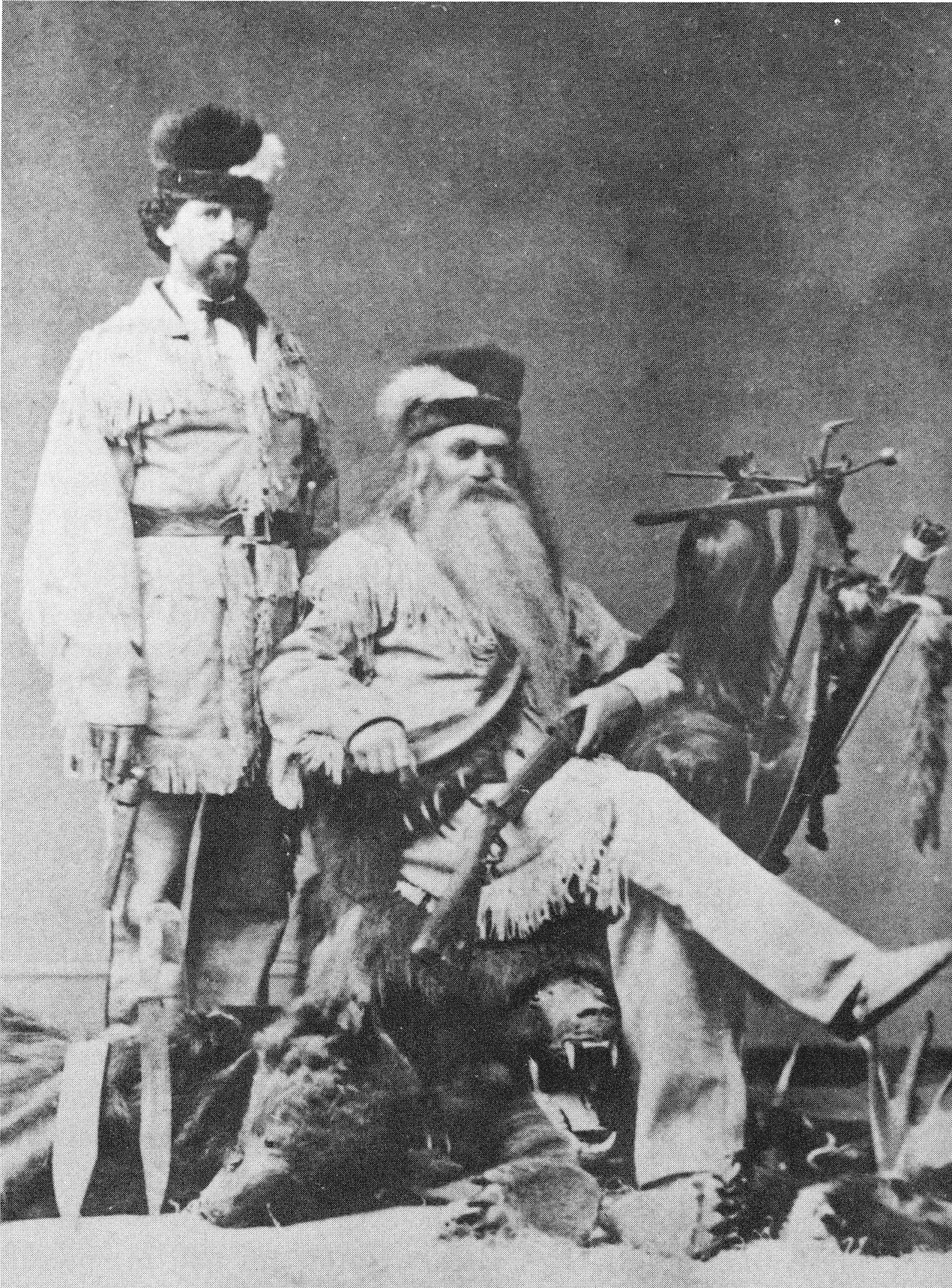
Сет со своим сыном Кэрлином, демонстрирует некоторые раритеты

Затем они дали тур по лагерям золотодобытчиков в районе Сан-Франциско. Позже он открыл передвижной «музей раритетов» в Юрике, Сан-Франциско, Сакраменто и Лос-Анджелесе.
Во время своей поездки на восточное побережье в 1864—1866 годах Кинмэн выставлял свои раритеты, в том числе стулья, в первую очередь в Пенсильвании и Иллинойсе.
Он взял с собой в поездку десятилетнего индейского мальчика по имени Барч или Барчфилд, но тот в декабре 1864 года умер. Кинмэн говорил, что взял мальчика в поездку потому, что убил обоих его родителей.
Кинман мог также показывать свои стулья на филадельфийской Всемирной выставке 1876 года.
В 1885-м году Кинмэн вместе со своими сыновьями Кэрлином и Родриком открыл музей в Лос-Анджелесе.

## Президентские кресла
Сначала Кинмэн каждый год использовал большое количество рогов вапити, сбрасываемых возле его фермы, чтобы делать изгородь. С помощью Джорджа Хилла он примерно в 1856 году создал свой первый стул из рогов, который он выменял у доктора Джошуа Симпсона из Форт-Гумбольдта на телескоп. Создание стульев из рогов состояло в использовании подходящих рогов для передних ножек и ручек для кресла. Эти рога сцепляются с другой парой, образующей задние ножки и спинку. Затем добавлялось сиденье из лосиной шкуры, а также настоящие ноги лося, и рога соединялись под сиденьем.

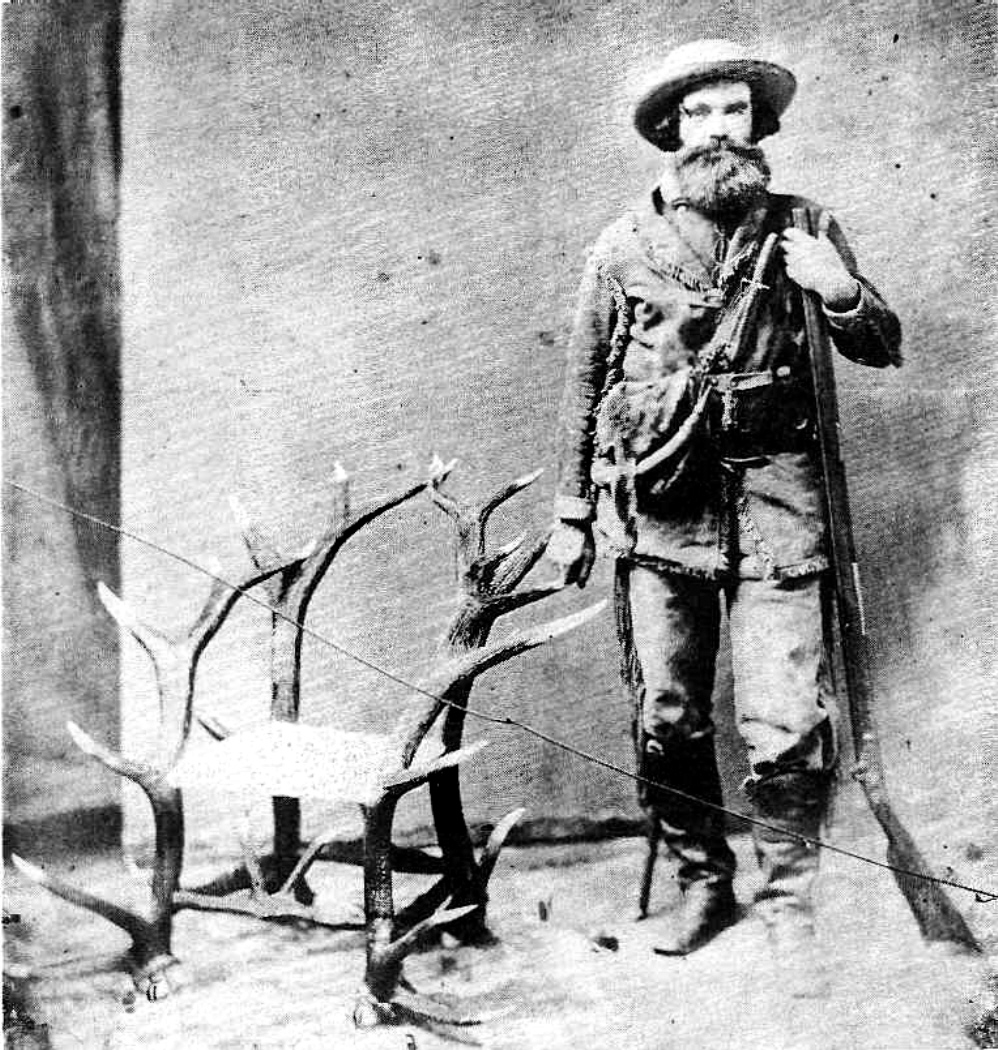
Кинман с креслом подаренным Бьюкенену, 1857 год.

Вдохновленный избранием в президенты своего земляка из Пенсильвании Джеймса Бьюкенена в 1856 году, Кинмэн изготовил свой первый президентский стул из вапити и принёс его в Вашингтон.
Он воспользовался своим правом бесплатного проезда и отплыл на судне Золотой век в Панаму, затем в Нью-Йорк, и, наконец, в Вашингтон.
При помощи Питера Донахью и О. М. Уозенкрафта, 26 мая 1857 года, будучи представленным Бьюкенену Уполномоченным по делам индейцев Джеймсом У. Денвером, Кинмэн подарил Бьюкенену кресло. Президент был так доволен, что подарил Кинмэну в ответ винтовку и два пистолета.

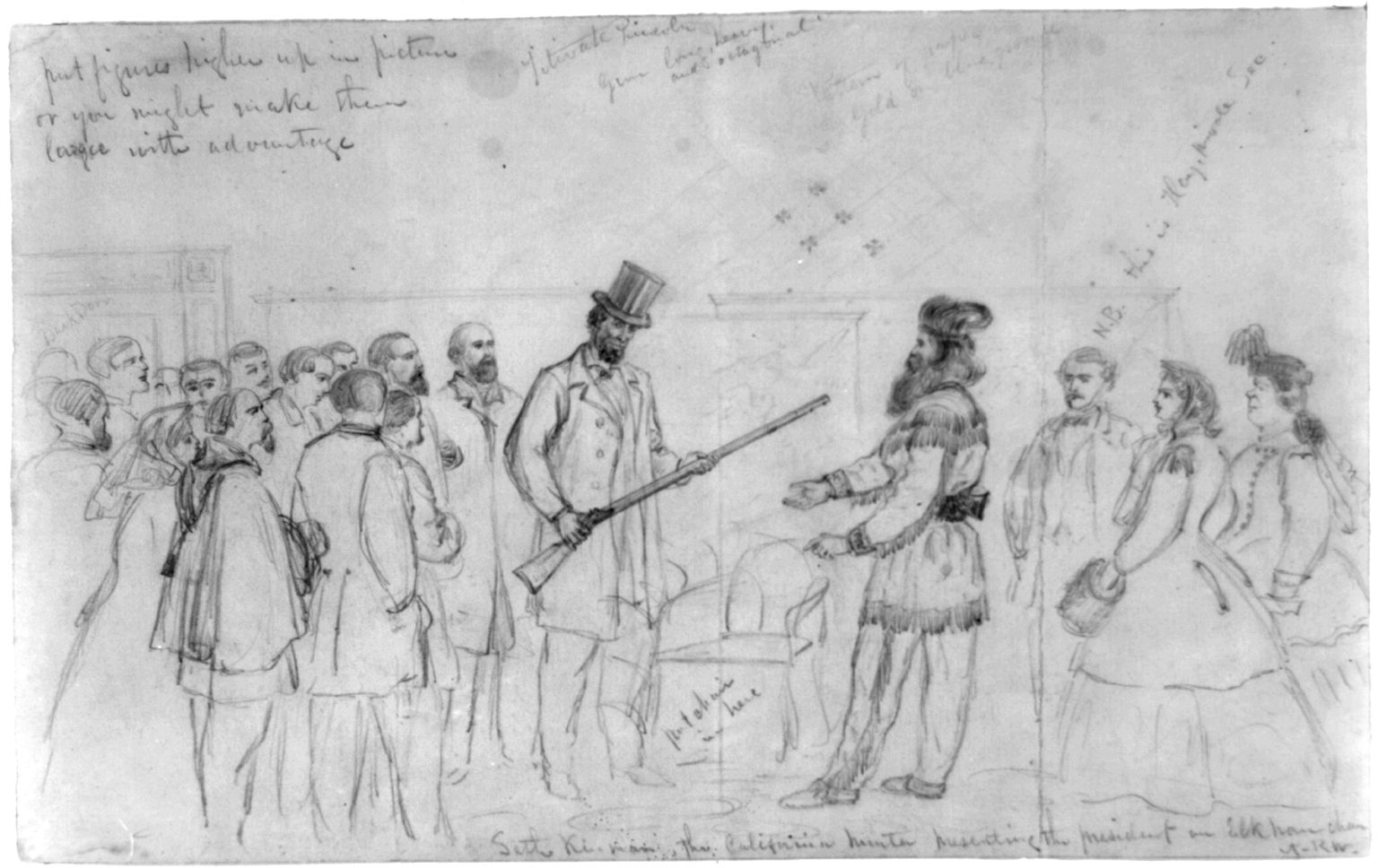
Линкольн рассматривает винтовку Кинмэна в 1864 года, принимая в дар его кресло. Рисунок Альфред Оуда.

В 1861 году он объявил, что создал стул, который подарит Наполеону III. Позже, из-за участия Франции в войне в Мексике, он отказался от этой своей идеи. Кинмэн взял с собой два кресла в своё путешествие 1864 года на восточное побережье для использования их на выставках.
Дарение Кинмэном кресла из рогов президенту Аврааму Линкольну в 10 утра в субботу, 26 ноября 1864 года было зарисовано художником Альфредом Уодом, это единственное известное изображение Линкольна, принимающего подарок.
На рисунке изображён Линкольн, рассматривающий ружьё Кинмэна, которую тот называл «Ol' Cottonblossum». Кинмэн также представил скрипку, изготовленную из черепа и ребра своего любимого мула и сыграл на ней.
Через три недели Линкольн упомянул подарки, сказав, что лучше съест стул Кинмэна, рога и прочее, чем примет некоего посетителя.
В следующем апреле Кинмэн шёл в похоронном кортеже Линкольна в Вашингтоне .
Предполагают, что Кинмэн был в театре Форда в ночь убийства и стал его свидетелем. Он проводил тело Линкольна в его похоронном маршруте до Коламбуса, штат Огайо. 26 апреля 1865 года Нью-Йорк Таймс описывал Кинмэна в похоронной процессии в Нью-Йорке: «Большое внимание было привлечено к мистеру Кинмэну, который шёл в полном охотничьем костюме из оленьей кожи и меха с винтовкой на плече. Мистер Кинмэн, напомним, представил некоторое время назад мистеру Линкольну кресло, сделанное из лосиных рогов, и, продолжая своё знакомство с ним, как рассказывают, долго разговаривал с ним весь день перед убийством».
Во время его пребывания на восточном побережье фотографом Мэттью Брэди было сделано много cartes de visites с фото Кинмэна и его стульев. Кинмэн утверждал, что заплатил Брэди $2100 в течение трёх месяцев из расчёта 8 центов за фото, что даёт маловероятное общее количество фотографии — более 26 тысяч снимков. Кинмэн продавал эти фотографии, среди прочих мест, в Капитолии. Он также гастролировал по стране, выступая в своих оленьих шкурах как рассказчик-пионер и играя на скрипке.
Следующее президентское кресло было подарено Эндрю Джонсону 8 сентября 1865 года.
Оно должно было превзойти все его предыдущие работы, и было сделано из двух гризли, пойманных Сетом. Четыре лапы с когтями были от этих огромных гризли, и спинка с боками тоже были украшены огромными когтями. Сиденье было мягким и чрезвычайно удобным, но самой большой особенностью этого кресла было то, что если дёрнуть за верёвку, голова чудовищного гризли с оскаленными клыками выскакивала из-под сиденья, щёлкая и скрежеща зубами так же естественно, как и в жизни.
— Marshall R. Anspach
Джонсон сохранил кресло в библиотеке Белого доме, в Жёлтой Овальной Комнате.

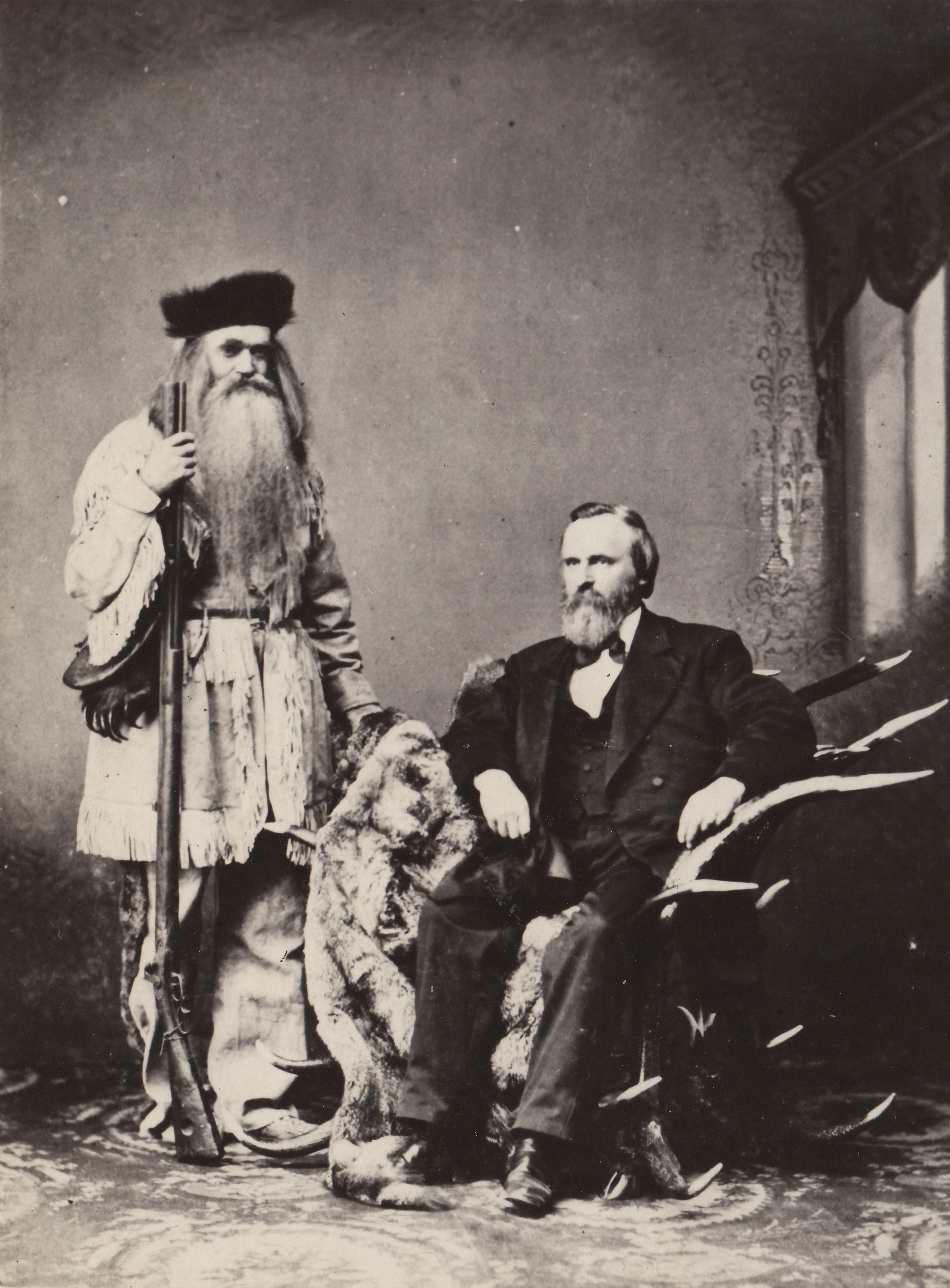
Кинмэн и губернатор Резерфорд Хейс 18 сентября 1876 года.

18 сентября 1876 года, Кинман подарил кресло из рогов губернатору Резерфорду Хейсу из Огайо, который вскоре стал президентом США. Ныне это кресло выставляется в президентском центре Резерфорда Хейса во Фремонте, Огайо. Позднее он подарил стул из шкуры и других частей тела медведя вице-президенту Хейса Уильяму Уилеру.

## Наследие
В 1876 году Кинмэн продиктовал мемуары, но они не были опубликованы до 2010 года Он также держал большой альбом для вырезок из газет. Около 1930 года бывший сосед Кинмэна Джордж Ричмонд скопировал мемуары и записки от руки. Оригинал рукописи и записки были после этого отправлены потенциальному издателю или агенту, и утеряны после его смерти. Опубликованная версия — это копия Ричмонда. Ричмонд также вспомнил много историй о Кинмэне, собрал другие, поговорив с его друзьями и семьёй, и затем пересказал их в книге I’m Gonna Tell Ya a Yarn.

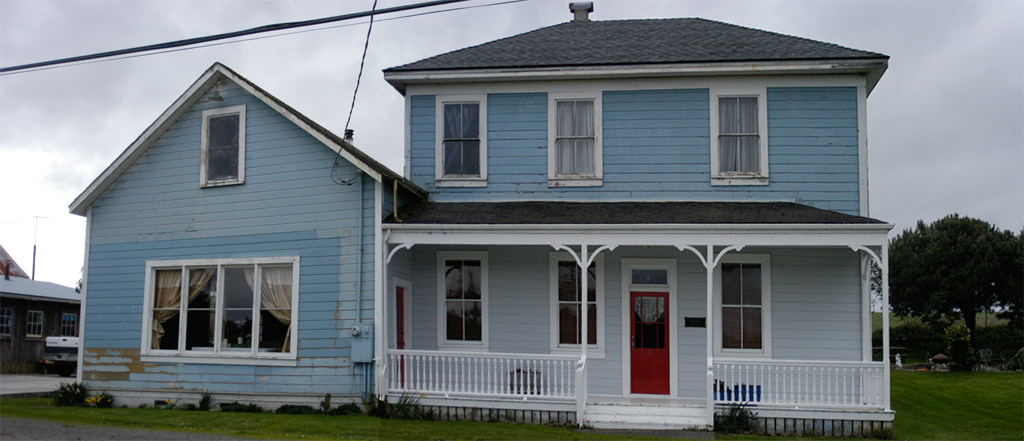
Отель и бар Cетf Кинм’н в 2010 году

В свои последние годы Кинмэн с семьёй жил в Тэйбл-Блафф, штат Калифорния, где был владельцем бара и гостиницы. В 1886 году Кинмэн готовился послать стулья президенту Гроверу Кливленду и бывший кандидату в президенты генералу Уинфилду Скотту Хэнкоку. Он умер в 1888 году после того, как случайно выстрелил себе в ногу. Его похоронили на кладбище Тэйбл-Блаффа в Лолете, Калифорния, в своей сыромятной одежде.
Миссис Р. Ф. Херрик купила коллекцию передвижного музея Кинмэна из 186 наименований, в том числе по крайней мере два из его знаменитых кресел, и выставила их в Сан-Франциско в 1893 году. Затем она взяла коллекцию в Чикаго, чтобы показать на Всемирной выставке 1893 года, где, возможно, продала отдельные экземпляры. В Историческом музее Кларка в Юрике выставлен его костюм из оленьих шкур, дополненный мокасинами с бисером, а также принадлежащий ему деревянный сундук. В Музее Ферндейла демонстрируется несколько вещей Кинмэна пользования, в том числе ещё один костюм из оленьих шкур.

## Галерея

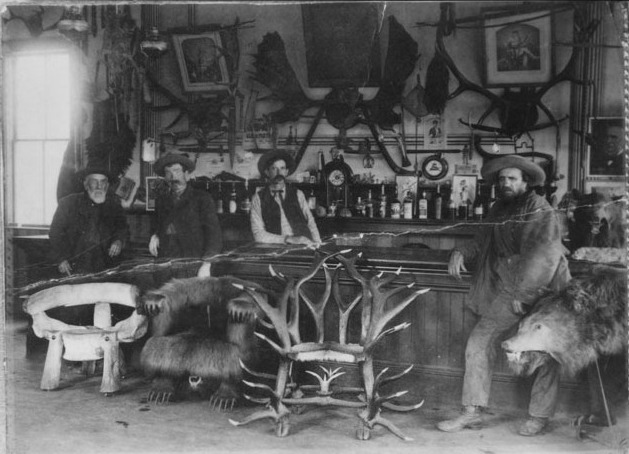
Бар Кинмэна в Тэйбл Блафф в 1889 году. Видно три из его кресел.
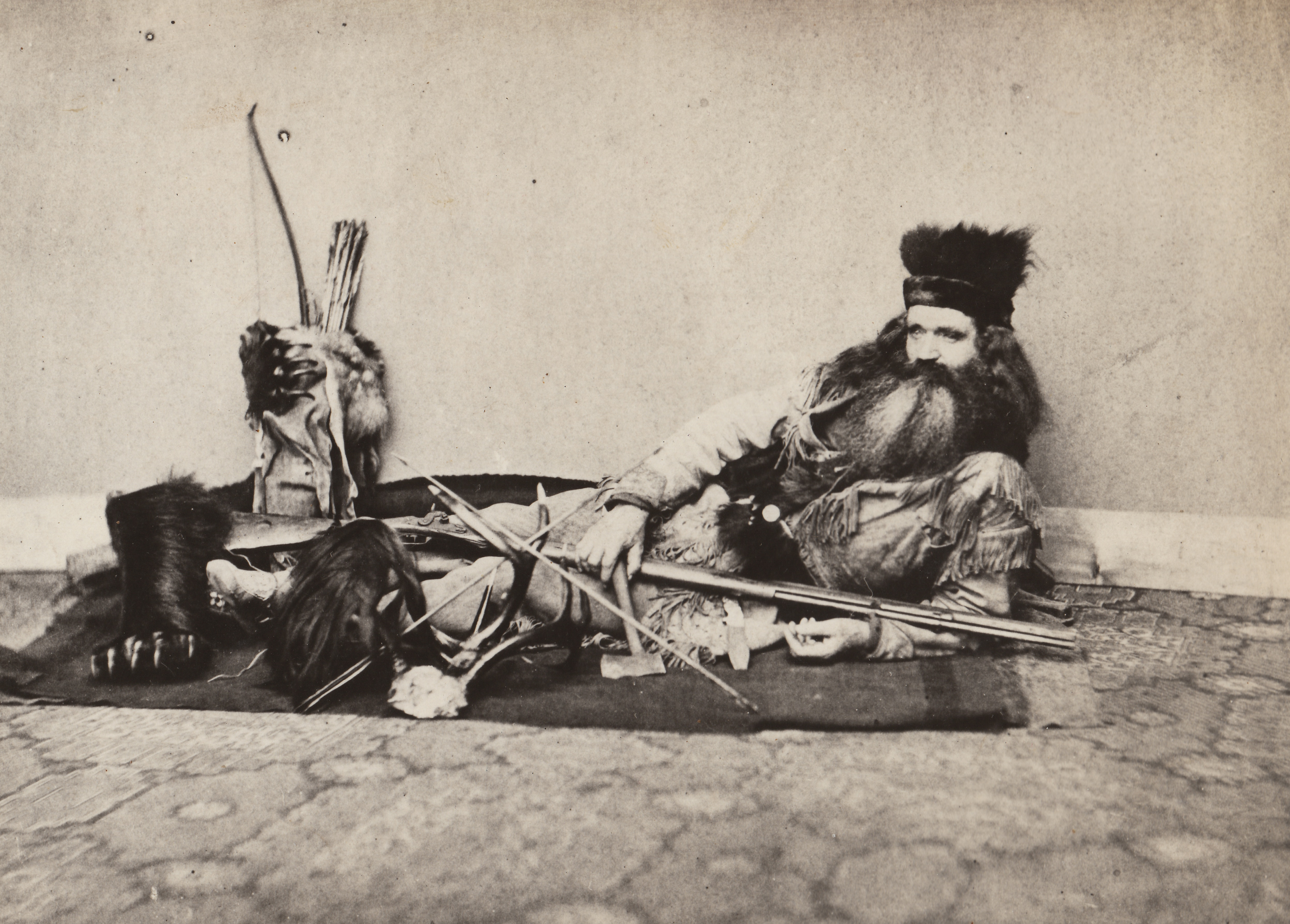
Кинман со своей винтовкой, лосиными рогами, медвежьей лапой, луком со стрелами, топором и скальпами